# Caleb Ndiku
Caleb Mwangangi Ndiku (né le 9 octobre 1992 à Machakos) est un athlète kényan spécialiste du demi-fond et du fond.

## Biographie
Fils d'un lanceur de javelot, David Ndiku, il ne suit pas les traces de son père et préfère se consacrer aux courses de fond. Il participe aux épreuves de cross-country et se classe cinquième des championnats du Kenya juniors 2008, alors âgé de seize ans seulement. Sélectionné pour les championnats du monde jeunesse de 2009, à Bressanone en Italie, il se classe deuxième du 1 500 m, derrière son compatriote Gideon Mageka. L'année suivante, il remporte le titre de champion du monde junior de cross à Bydgoszcz, et celui de champion du monde junior du 1 500 m à Moncton au Canada, en 3 min 37 s 30 (record personnel). 
En 2011, il entame une collaboration avec l'entraineur italien Renato Canova. Auteur de 3 min 32 s 02 sur 1 500 m fin mai 2011 à Hengelo aux Pays-Bas, il participe aux Jeux africains à Maputo au Mozambique et remporte la médaille d'or du 1 500 m en 3 min 39 s 12, devant son compatriote Collins Cheboi et l'Algérien Taoufik Makhloufi.
Il s'adjuge le titre du 1 500 m lors des championnats d'Afrique 2012, à Porto-Novo au Bénin, devant le Djiboutien Ayanleh Souleiman et le Kényan James Magut, en établissant un record de la compétition en 3 min 35 s 71.
En début de saison 2014, Caleb Ndiku remporte la médaille d'or du 3 000 m lors des championnats du monde en salle de Sopot, en Pologne, en devançant l'Américain Bernard Lagat et l'Éthiopien Dejen Gebremeskel. Vainqueur en juin du 5 000 m de la Prefontaine Classic, à Eugene en 13 min 1 s 71, il établit la meilleure performance mondiale de l'année sur 3 000 m lors du meeting d'Ostrava en 7 min 31 s 66. Il participe fin juillet 2014 aux Jeux du Commonwealth, à Glasgow en Écosse. Il y décroche la médaille d'or du 5 000 m, en 13 min 12 s 07, devant son compatriote Isiah Koech et le Néo-zélandais Zane Robertson. Deux semaines plus tard, lors des championnats d'Afrique de Marrakech, il remporte le titre du 5 000 m, devant Isaiah Koech, et signe son deuxième succès dans cette compétition après son titre sur 1 500 m en 2012. Le 21 août, lors du DN Galan 2014 de Stockholm, il descend pour la première fois de sa carrière sous les treize minutes au 5 000 m en portant son record personnel à 12 min 59 s 17. Il termine néanmoins troisième de l'épreuve derrière Muktar Edris et Thomas Longosiwa. Le 28 août, il remporte le 5 000 m du Weltklasse Zurich, avant-dernière étape de la Ligue de diamant 2014, et termine premier du classement général de l'épreuve.

### Palmarès
| Date | Compétition                    | Lieu             | Résultat | Épreuve           | Performance    |
| ---- | ------------------------------ | ---------------- | -------- | ----------------- | -------------- |
| 2009 | Championnats du monde cadets   | Bressanone       | 2e       | 1 500 m           | 3 min 38 s 42  |
| 2010 | Championnats du monde de cross | Bydgoszcz        | 1er      | Individuel junior |                |
| 2010 | Championnats du monde juniors  | Moncton          | 1er      | 1 500 m           | 3 min 37 s 30  |
| 2011 | Jeux africains                 | Maputo           | 1er      | 1 500 m           | 3 min 39 s 12  |
| 2012 | Championnats d'Afrique         | Porto-Novo       | 1er      | 1 500 m           | 3 min 35 s 71  |
| 2014 | Championnats du monde en salle | Sopot            | 1er      | 3 000 m           | 7 min 54 s 94  |
| 2014 | Jeux du Commonwealth           | Glasgow          | 1er      | 5 000 m           | 13 min 12 s 07 |
| 2014 | Championnats d'Afrique         | Marrakech        | 1er      | 5 000 m           | 13 min 34 s 27 |
| 2014 | Ligue de diamant               | Ligue de diamant | 1er      | 3 000 m / 5 000 m | détails        |
| 2014 | Coupe continentale             | Marrakech        | 1re      | 3 000 m           | 7 min 52 s 64  |
| 2015 | Championnats du monde          | Pékin            | 2e       | 5 000 m           | 13 min 51 s 75 |

### Records
| Épreuve | Performance    | Lieu      | Date            |
| ------- | -------------- | --------- | --------------- |
| 1 500 m | 3 min 29 s 50  | Monaco    | 19 juillet 2013 |
| 3 000 m | 7 min 30 s 99  | Stockholm | 17 août 2012    |
| 5 000 m | 12 min 59 s 17 | Stockholm | 21 août 2014    |